# AMS-LaTeX
AMS-LaTeX — набор макросширений для LaTeX, разработанный Американским математическим обществом. AMS-LaTeX вытеснил набор расширений AMS-TeX, который был написан Майклом Спиваком и использовался в 1983—1985 годах.
Набор предоставляет дополнительные математические символы, множество удобных возможностей для оформления математических формул (например, упрощённую работу с многострочными формулами) и используется почти во всех LaTeX-документах, в которых есть сколько-нибудь сложные формулы.
Основные пакеты из набора:
- Классы документов amsart, amsbook, amsproc, позволяющие оформить документ в соответствии с принятыми в Американском математическом сообществе рекомендациями.
- Стилевой пакет amscd (поддержка коммутативных диаграмм).
- Стилевой пакет amsfonts (поддержка ажурного и готического шрифтов — например, для записи символа {\displaystyle \mathbb {R} }).
- Стилевой пакет amsmath (удобная вёрстка многострочных формул, масштабирующийся текст в формулах, формулы в рамках и др.).
- Стилевой пакет amssymb (amsfonts + несколько сотен дополнительных математических символов).
- Стилевой пакет amsthm (окружения «теорема», «лемма» и т. п.).

Пример кода, выводящего логотип AMS-LaTeX ():
```
 
\documentclass
{
article
}

 
\usepackage
{
amsmath
}

 
 
\begin
{
document
}

 
\AmS
-
\LaTeX

 
\end
{
document
}

```

## Дополнительные математические символы в пакете amssymb
В пакете amssymb определено большое число дополнительных математических символов, в том числе привычные в русскоязычной среде символы: {\displaystyle \leqslant } (\leqslant), {\displaystyle \geqslant } (\geqslant) и {\displaystyle \varkappa } (\varkappa) вместо стандартных {\displaystyle \leq } (\le), {\displaystyle \geq } (\ge) и {\displaystyle \kappa } (\kappa), что делает это пакет почти необходимым при написании статей на русском языке.
Пример работы с многострочными формулами:
```
 
\begin
{
align
}

    y 
&
= (x+1)
^
2 = 
\\

      
&
= x
^
2+2x+1
  
\end
{
align
}

```

Знаки амперсанда указывают здесь, по каким символам должны быть выравнены строки:
{\displaystyle {\begin{aligned}y&=(x+1)^{2}=\\&=x^{2}+2x+1\end{aligned}}}

## Окружениеtheorem(пакет amsthm)
AMS-LaTeX включает также команды для форматирования и нумерования теорем, лемм и т. п.:
```
  
\begin
{
theorem
}
[Пифагора] Пусть 
$
a
\leqslant
 b
\leqslant
 c
$
 --- длины сторон прямоугольного треугольника. 
\\

     Тогда 
$
a^
2
+
b^
2
=
c^
2
$
.
  
\end
{
theorem
}

  
\begin
{
proof
}
. . . 
\end
{
proof
}

```

Этот пример выведет текст приблизительно в таком формате:

Теорема (Пифагора) Пусть {\displaystyle a\leqslant b\leqslant c}  — длины сторон прямоугольного треугольника. 
Тогда {\displaystyle a^{2}+b^{2}=c^{2}}.

Proof. . . □

Для того, чтобы вместо стандартного Proof получить русскоязычный аналог Доказательство, следует либо использовать необязательный аргумент команды \begin{proof}:
```
  
\begin
{
proof
}
[Доказательство]

```

либо переопределить это слово на уровне всего документа:
```
  
\renewcommand
{
\proofname
}{
Доказательство
}

```